# İdil Baydar

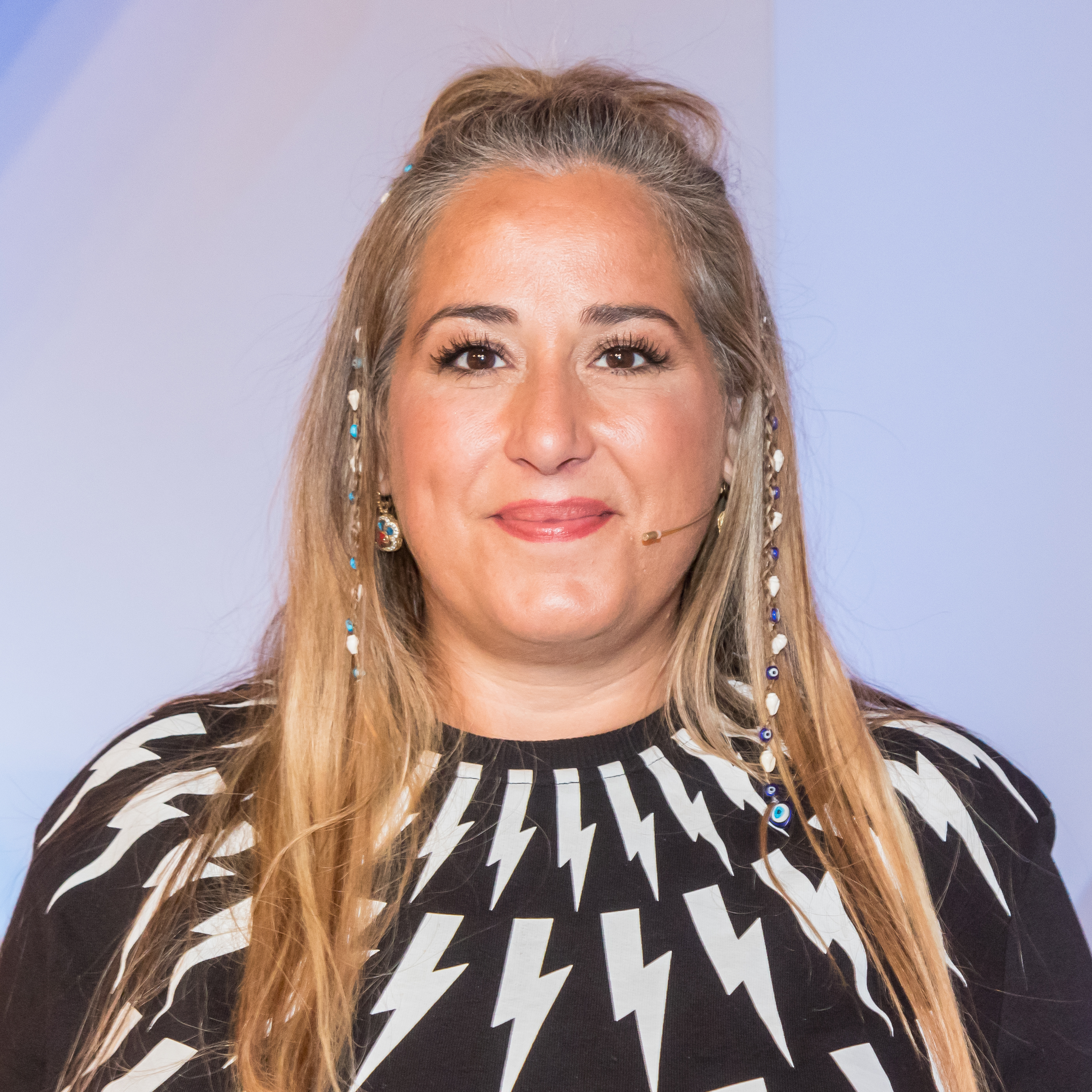
İdil Baydar, 2019

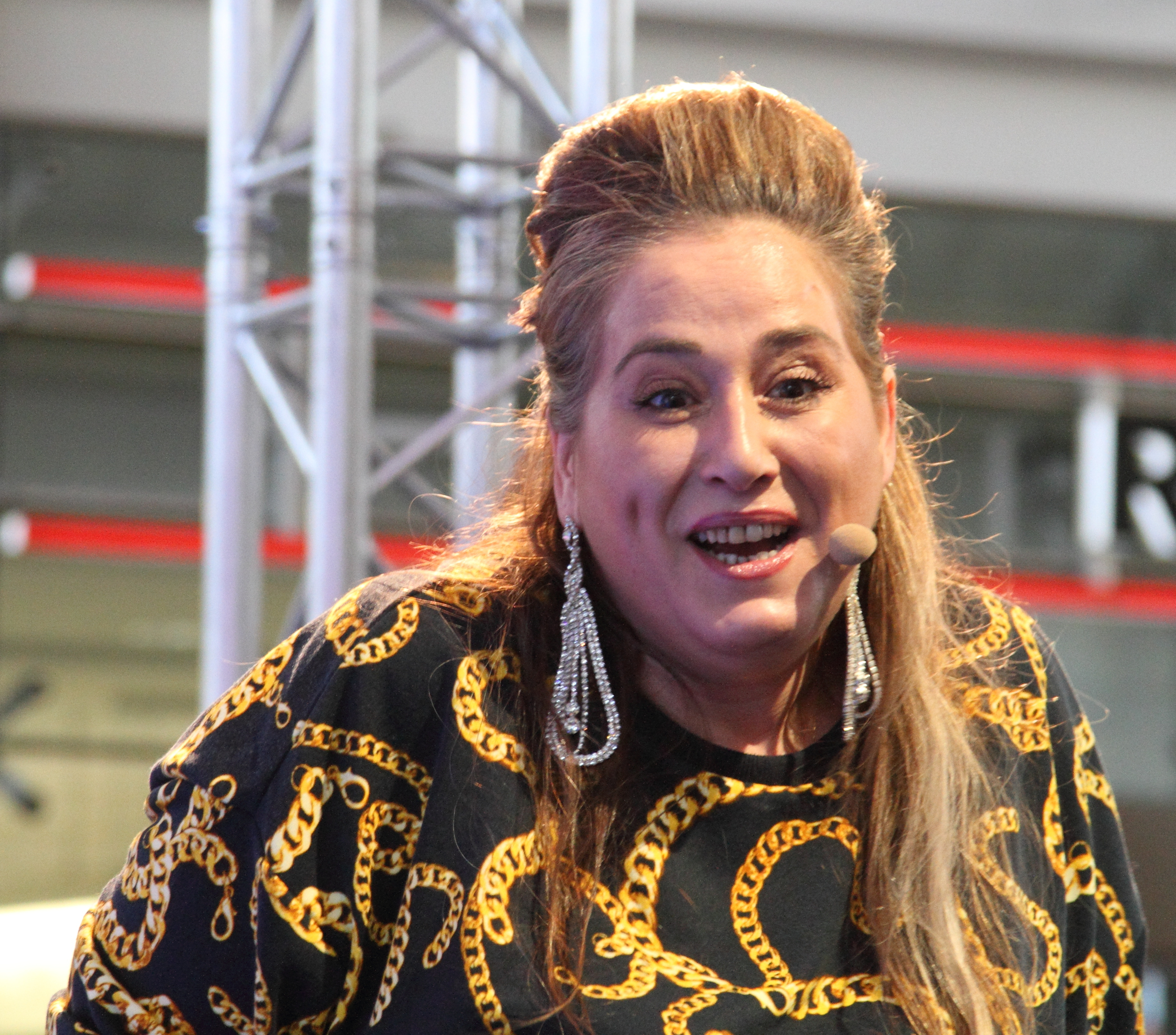
Als Jilet Ayse, August 2016

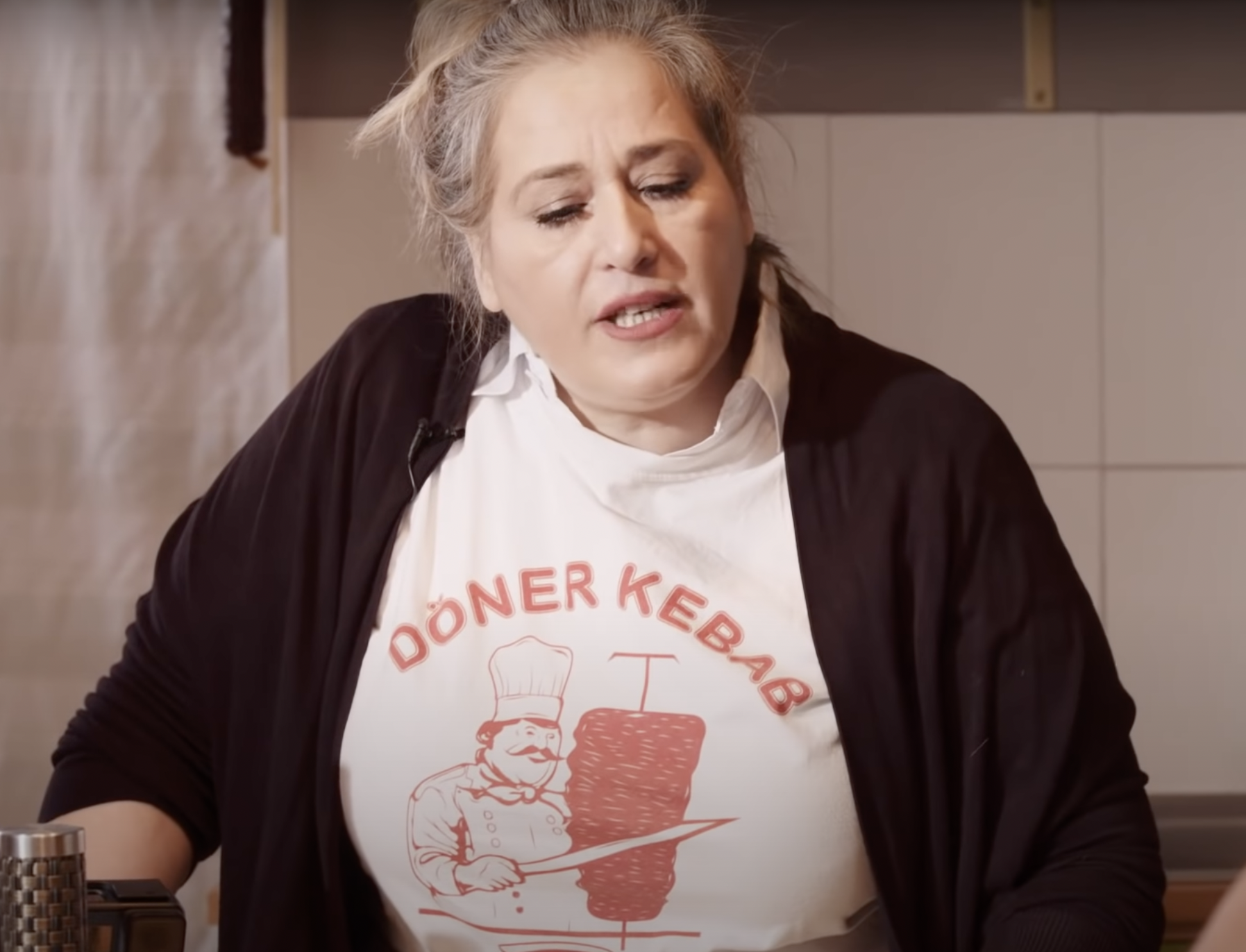
Baydar 2020 in einem Online-Video der Partei Die Linke mit Döner-T-Shirt

İdil Nuna Baydar (* 30. April 1975 in Celle) ist eine deutsche Kabarettistin und Schauspielerin. Ihre Kunstfiguren, die Berlinerin Gerda Grischke sowie Jilet Ayşe, eine 18-jährige Kreuzberger Türkin, wurden über YouTube bekannt.

## Biografie
Baydars Eltern sind türkische Einwanderer, die sich kurz nach Baydars Geburt trennten. Sie wuchs bei ihrer alleinerziehenden Mutter in Celle auf und besuchte eine Waldorfschule in Benefeld, die sie verließ, als sie mit 16 Jahren nach Berlin zog.
Zehn Jahre später holte sie das Abitur nach.
Heute lebt sie als Schauspielerin in Berlin-Kreuzberg und arbeitet dort auch für Jugendeinrichtungen.
Baydars YouTube-Kanal, auf dem sie seit 2011 selbstgeschriebene und selbstgespielte Stücke zum Thema Integration präsentiert, machte sie überregional bekannt.
Im Fernsehen war sie in Kabarett- und Comedysendungen wie StandUpMigranten (EinsPlus), NightWash (Einsfestival), Pufpaffs Happy Hour (3sat), Die Anstalt (ZDF) und Ladies Night (WDR) zu sehen.
2015 hatte sie eine feste Rolle in der RTL-Fernsehserie Block B – Unter Arrest. Von 2012 bis 2014 war Baydar als Jilet Ayşe mit der Show Isch schwöre ... auf Bild.de auf Sendung. 2014 hatte ihr Kabarett-Soloprogramm Deutschland, wir müssen reden! in Berlin Premiere.
Am Hamburger Schauspielhaus trat sie 2017 im Stück Am Königsweg von Elfriede Jelinek in der Inszenierung von Falk Richter auf.
Seit 2019 hatte sie mit ihrem Kollegen Ingmar Stadelmann einen eigenen Podcast namens "IIS', der bis Dezember 2022 acht Staffeln hervorbrachte. Ab März 2023 lief die neunte und letzte Staffel. Am 6. Oktober 2023 wurde seitens Stadelmann ein sechs Minuten langes Statement veröffentlicht, das das Ende des Podcasts verkündete.

## Rezeption und Kritik
Reportagen in überregionalen Zeitungen und Radiosendern beschäftigten sich mit ihrer Person und ihrer Arbeit. Die Zeitschrift Emma bezeichnet sie als „die zurzeit größte Zumutung der deutschen Comedy-Szene: die vulgäre, hemmungslose Jilet Ayse. Ihre Erfinderin kennt beides: Waldorf- und Rütlischule. Heute ist die Tochter türkischer Eltern die polternde Übertreibung aller Migranten-Klischees.“
2021 wurde sie in der Welt und vom Deutschen Journalistenverband für ein Clubhouse-Gespräch kritisiert, an dem unter anderem Arafat Abou-Chaker teilnahm, ein hochrangiges Mitglied des Berliner Abou-Chaker-Clans. Sie stimmte darin einem Kommentar zu, der Stigmatisierung von Clan-Kriminalität mit der Verfolgung von Juden in der Zeit des Nationalsozialismus gleichsetzte. Abou-Chaker sprach von „Sippenhaft“. Beide distanzierten sich am nächsten Tag von einem Vergleich mit dem Holocaust. Der Neuköllner Bürgermeister Martin Hikel bezeichnete die Aussagen als Verschwörungstheorien, die Berliner Grünen-Fraktion kündigte an, sie wolle vor einer weiteren Zusammenarbeit das Gespräch mit Baydar suchen.

## Morddrohungen von Rechtsextremen
Baydar erhielt Anfang 2019 Morddrohungen als Reaktion auf ihre Äußerungen zum Thema Rassismus und Diskriminierung von Migranten. Diese wurden ihr nach eigenen Angaben per SMS geschickt und mit „Obersturmbandführer“ unterschrieben. Nachdem bekannt wurde, dass sie am 17. November 2019 die zentrale Rede auf der Kundgebung zum Gedenken an den rassistischen Brandanschlag von Mölln 1992 halten sollte, erhielt sie erneut Morddrohungen. Teilweise waren die Drohungen mit NSU 2.0 unterschrieben. Zuvor waren von hessischen Polizeicomputern personenbezogene Daten über Idil Baydar abgerufen worden. Die Computerzugriffe erfolgten vom 4. Revier des Polizeipräsidiums in Wiesbaden sowie vom 3. Revier in Frankfurt am Main. Idil Baydar hat nach eigener Auskunft bis 2020 achtmal Anzeige bei der Polizei erstattet, achtmal wurde das Verfahren ergebnislos eingestellt.

## Auszeichnungen
- 2015: Hauptstadtpreis für Integration und Toleranz: Sonderpreis[20]
- 2016: Goldener Stuttgarter Besen[21]
- 2019: First Ladies (WDR Kabarettistinnenpreis): Sonderpreis[22]

## Filmografie
- 2019: Herren